# Qal'eh-ye Zal
Qal'eh-ye Zal este un oraș din provincia Kunduz, Afganistan.